# Axinopalpus utahensis
Axinopalpus utahensis är en skalbaggsart som beskrevs av Wilmer Webster Tanner. Axinopalpus utahensis ingår i släktet Axinopalpus och familjen jordlöpare. Inga underarter finns listade i Catalogue of Life.